# Wszystkie noce są samotne
Wszystkie noce są samotne (zapis stylizowany: wszystkie noce są samotne) – piąty singel polskiego rapera Kuqe 2115 z jego debiutanckiego albumu studyjnego, zatytułowanego Nareszcie w domu. Singel został wydany 8 listopada 2024.
Kompozycja znalazła się na 29. miejscu listy OLiA, najczęściej odtwarzanych utworów w polskich rozgłośniach radiowych.

## Geneza utworu i historia wydania
Utwór napisali i skomponowali Łukasz Dziemiński i Jakub Salepa, który również odpowiada za produkcję utworu.
Singel ukazał się w formacie digital download 8 listopada 2024 w Polsce za pośrednictwem wytwórni płytowej 2115 w dystrybucji Sony Music Entertainment Poland. Piosenka została umieszczona na debiutanckim albumie studyjnym Kuqe 2115 – Nareszcie w domu.

## „Wszystkie noce są samotne” w stacjach radiowych
Nagranie było notowane na 29. miejscu w zestawieniu OLiA, najczęściej odtwarzanych utworów w polskich rozgłośniach radiowych.

## Teledysk
Do utworu powstał teledysk w reżyserii Borysa Przybylskiego, który udostępniono w dniu premiery singla za pośrednictwem serwisu YouTube.

## Lista utworów
- Digital download[2]

1. „Wszystkie noce są samotne” – 3:04

## Notowania

### Pozycje na listach sprzedaży
| Kraj   | Lista (2024)             | Najwyższa pozycja |
| ------ | ------------------------ | ----------------- |
| Polska | Billboard Poland Songs   | 20                |
| Polska | OLiS – single w streamie | 26                |

### Pozycja na liście airplay
| Kraj   | Lista (2024–25)                | Najwyższa pozycja |
| ------ | ------------------------------ | ----------------- |
| Polska | OLiS – oficjalna lista airplay | 29                |

## Wyróżnienia
| Rok  | Konkurs    | Kategoria                   | Rezultat    |
| ---- | ---------- | --------------------------- | ----------- |
| 2024 | Gorąca 100 | 100 największych hitów 2024 | 92. miejsce |